# Andravida
Andravida (griechisch Ανδραβίδα (f. sg.)) ist ein Gemeindebezirk der griechischen Region Westgriechenland auf der Peloponnes. Die gleichnamige Kleinstadt liegt rund 63 km südwestlich von Patras und 33 km nordwestlich von Pyrgos. Im Osten der Stadt liegt eine Militärbasis. Im Nordosten erstrecken sich auf den Hügeln östlich von Tragano Wälder. Im Nordwesten liegt die Ebene Andravidaiko. Im Süden erstreckt sich eine Ebene. Die Entfernung zum Meer beträgt 7 km.

## Geschichte

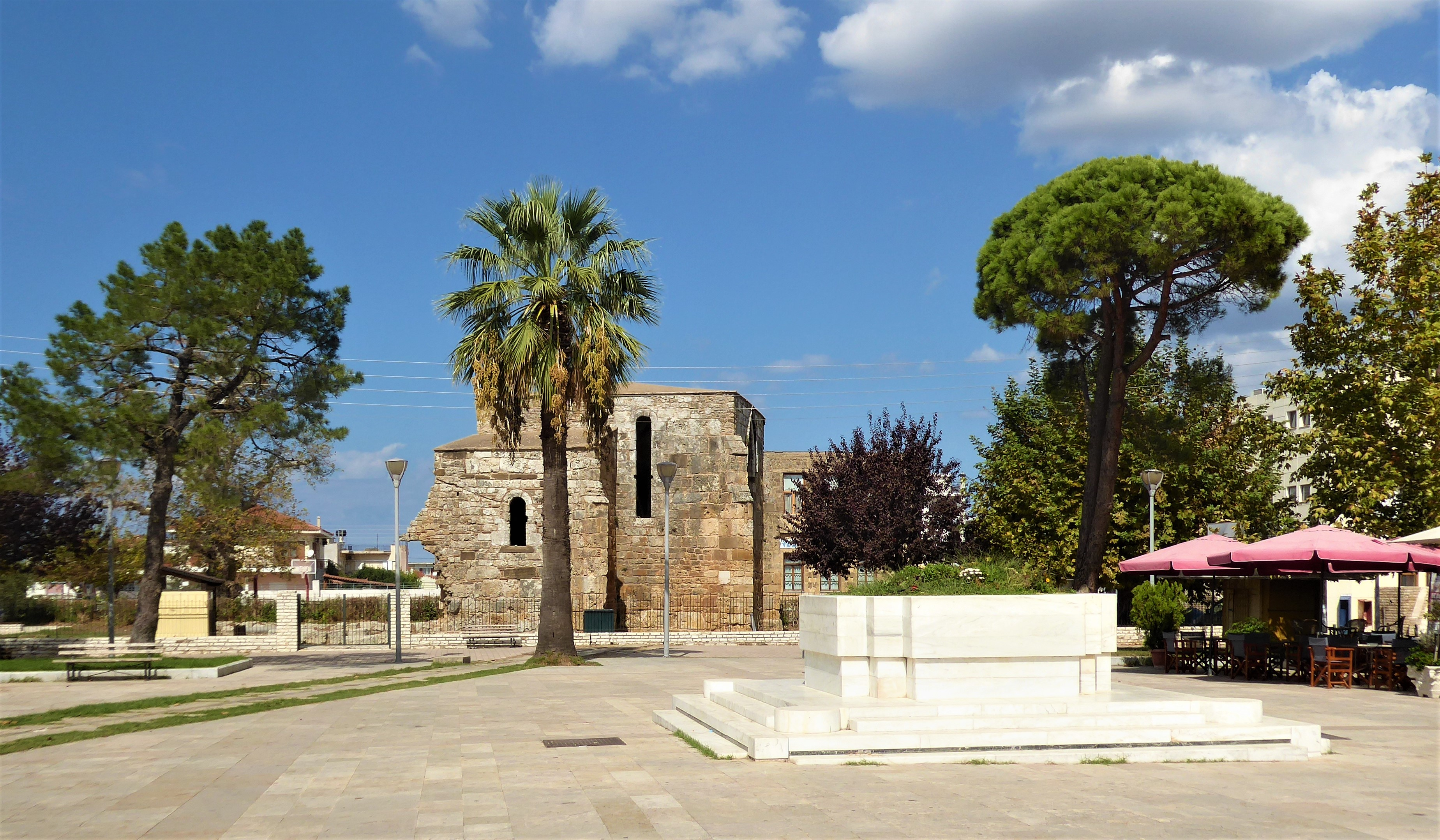
Zentraler Platz in Andravida mit der Ruine der gotischen Kirche St. Sophia

Andravida (in fränkischer Zeit Andréville) war von 1295 bis 1460 die Hauptstadt des fränkischen Fürstentums Achaia, anschließend kam die Stadt bis zur griechischen Unabhängigkeit zum Osmanischen Reich. In fränkischer Zeit wurde die Stadt zum Sitz des Bischofs von Olena.
Der Ort war Sitz des Titularbistums Andravida.

## Bauten
Andravida besaß mehrere Gebäude aus fränkischer Zeit, darunter die einst zu einem Dominikanerkloster gehörende Sophienkirche (Hagia Sophia), deren kreuzrippengewölbter Ostchor erhalten ist, weiter eine Stephanskirche (Minoriten) und eine dem Hl. Jakob geweihte Kirche (Templerorden), die nicht erhalten sind.

## Gliederung
Andravida wurde 1912 als Landgemeinde (kinotita) anerkannt und 1948 zur Stadtgemeinde (dimos) erhoben. Mit der Verwaltungsreform 2010 wurde es mit drei weiteren Gemeinden zur neu geschaffenen Gemeinde Andravida-Kyllini fusioniert, wo es seither einen Gemeindebezirk bildet, der sich folgendermaßen gliedert:
| Dimotiki Kinotita        | griechischer Name                | Code     | Fläche (km²) | Einwohner 2001 | Einwohner 2011 | Einwohner 2021 | Dörfer und Siedlungen     |
| ------------------------ | -------------------------------- | -------- | ------------ | -------------- | -------------- | -------------- | ------------------------- |
| Andravida                | Δημοτική Κοινότητα Ανδραβίδας    | 39020201 | 32,092       | 3579           | 4058           | 3172           | Andravida, Agios Georgios |
| Stafidokambos            | Δημοτική Κοινότητα Σταφιδοκάμπου | 39020202 | 03,774       | 0365           | 0334           | 0290           | Stafidokambos             |
| Strousi                  | Δημοτική Κοινότητα Στρουσίου     | 39020203 | 05,149       | 0365           | 0324           | 0291           | Strousi                   |
| Gemeindebezirk Andravida | Gemeindebezirk Andravida         | 390202   | 41,015       | 4309           | 4716           | 3753           |                           |

## Wirtschaft, Infrastruktur und Verkehr
In der Nähe der Stadt liegt der landwirtschaftliche Betrieb (Asteris). Angebaut werden in erster Linie Tomaten, Kartoffeln, Wassermelonen, Mais und andere landwirtschaftliche Produkte. Auf den Hügeln im Osten gedeihen Oliven und Zitronen.
Andravida liegt an der griechischen Straße Ethniki Odos 9, zugleich Europastraße 55. Die 1860 eröffnete Schmalspur-Eisenbahnlinie von Patras nach Pyrgos verlief ebenfalls durch die Stadt.

### Militärflugplatz
Die Luftwaffenbasis ( IATA: PYR, ICAO: LGAD), die rund 2,5 km östlich von Andravida liegt, wurde 1955 errichtet. Die asphaltierte  Start- und Landebahn mit einer Ausrichtung von 16/34 ist 3.139 m lang. Der Militärflugplatz liegt auf einer Höhe von 17 m (55 ft) über dem Meeresspiegel.